# Мантейгаш
Манте́йгаш (порт. Manteigas; португальское произношение: [mɐ̃'tɐigɐʃ]) — посёлок городского типа в Португалии, центр одноимённого муниципалитета в составе округа Гуарда. По старому административному делению входил в провинцию Бейра-Алта. Входит в экономико-статистический субрегион Бейра-Интериор-Норте, который входит в Центральный регион. Численность населения — 3,4 тыс. жителей (посёлок), 3,8 тыс. жителей (муниципалитет) на 2001 год. Занимает площадь 108,59 км².

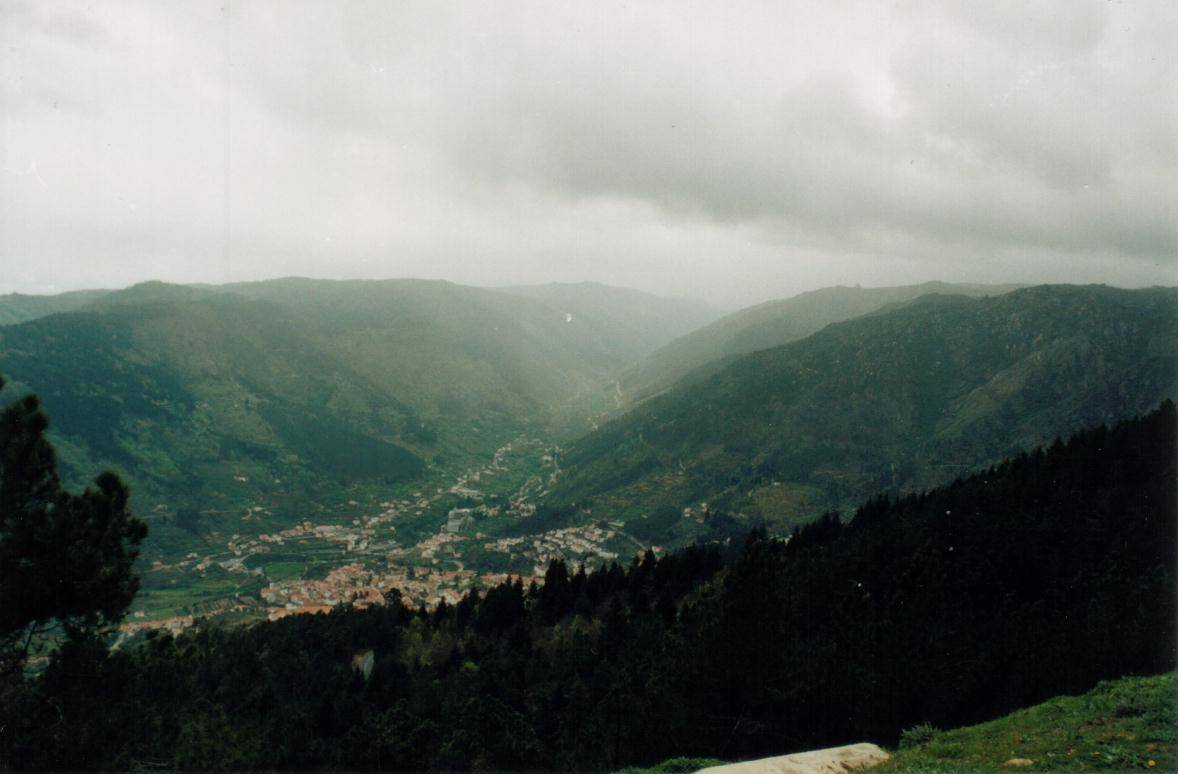

Покровителем посёлка считается Дева Мария (порт. Maria). Праздник посёлка — 4 марта.

## Расположение
Посёлок расположен в 29 км на юго-запад от адм. центра округа города Гуарда.
Муниципалитет граничит:
- на северо-востоке — муниципалитет Говейя
- на востоке — муниципалитет Гуарда
- на юго-востоке — муниципалитет Ковильян
- на западе — муниципалитет Сейя

## История
Посёлок основан в 1188 году.

## Население
| Численность населения муниципалитета по годам | Численность населения муниципалитета по годам | Численность населения муниципалитета по годам | Численность населения муниципалитета по годам | Численность населения муниципалитета по годам | Численность населения муниципалитета по годам | Численность населения муниципалитета по годам | Численность населения муниципалитета по годам | Численность населения муниципалитета по годам |
| --------------------------------------------- | --------------------------------------------- | --------------------------------------------- | --------------------------------------------- | --------------------------------------------- | --------------------------------------------- | --------------------------------------------- | --------------------------------------------- | --------------------------------------------- |
| 1801                                          | 1849                                          | 1900                                          | 1930                                          | 1960                                          | 1981                                          | 1991                                          | 2001                                          | 2004                                          |
| 2000                                          | 2632                                          | 4134                                          | 4080                                          | 5276                                          | 4493                                          | 4192                                          | 3833                                          | 3900                                          |

## Состав муниципалитета
В муниципалитет входят следующие районы:
1. Самейру
2. Санта-Мария
3. Сан-Педру
4. Вале-де-Аморейра

## Города-побратимы
- Морлаас (Франция, с 1989)

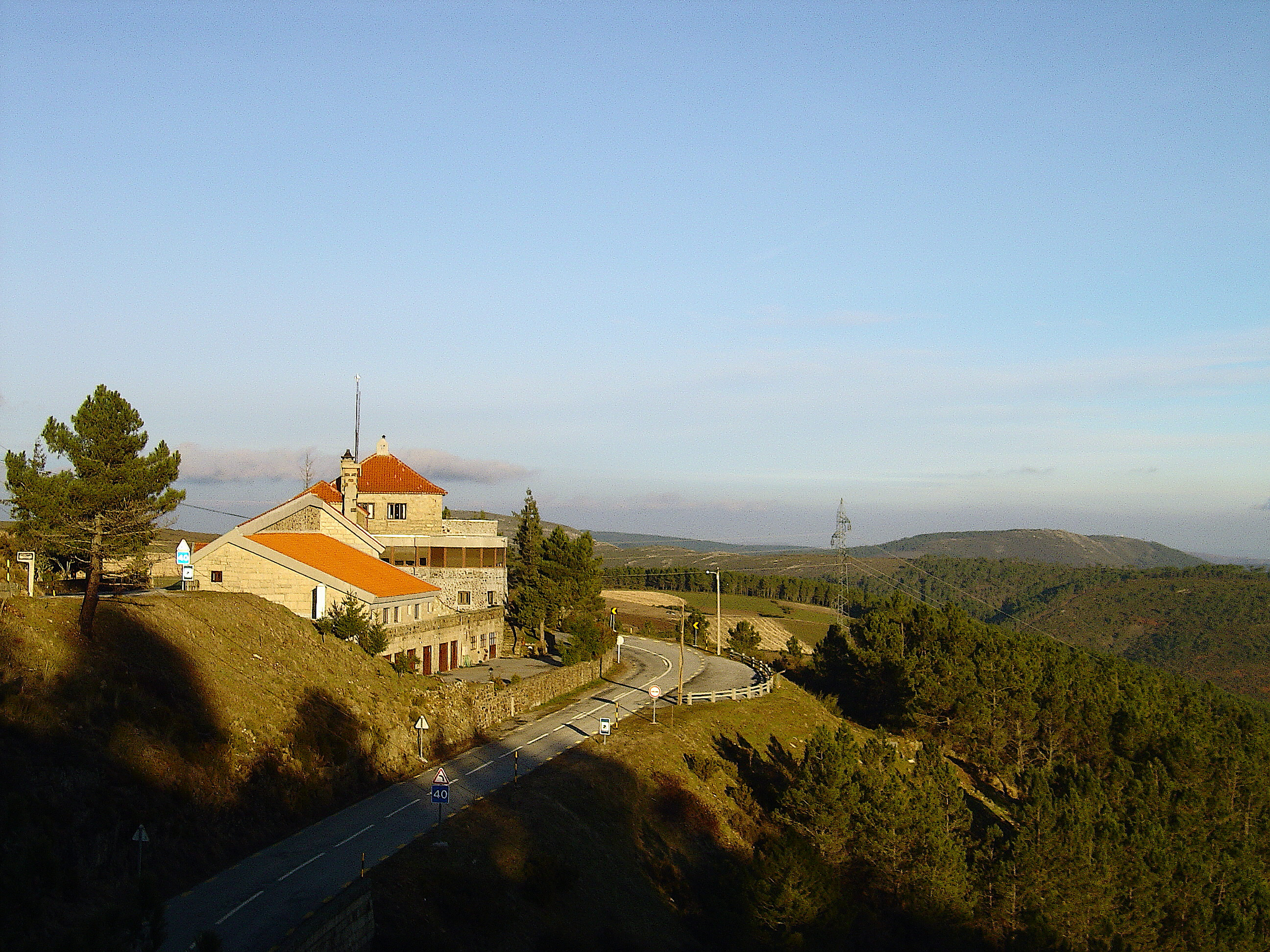